# Entreprise de construction
Une entreprise de construction est une entreprise de taille variable qui réalise des travaux de construction dans les domaines du bâtiment ou des travaux publics, soit l'« industrie de la construction », ou le « secteur de la construction », ce que l'on nomme en France « BTP », et de manière plus générale, la « construction ». 
À la différence des autres industries dont les branches se sont spécialisées d'après la nature du produit qu'elles fournissent, les industries de construction se sont historiquement spécialisées et définies en fonction d'un certain nombre de techniques et de matériaux distincts qui entraient généralement dans la réalisation d'édifices et de travaux excessivement divers. Aux anciens corps de métier (charpentiers, menuisiers, tailleurs de pierre, terrassiers, maçons, couvreurs, etc.) qui réalisent le gros œuvre, se sont ultérieurement juxtaposés les métiers du second œuvre (peintres, vitriers, plombiers, électriciens, fumistes, etc.) au fur et à mesure qu'augmentait la complexité des bâtiments. Les industries de construction apparaissent donc comme un agrégat de métiers extrêmement différents les uns des autres, ayant des contacts limités les unes avec les autres.
On peut distinguer :
1. Les entreprises du bâtiment qui construisent les édifices industriels, publics ou commerciaux ou les habitations;
2. Les entreprises de travaux publics (en France désignation se rapporte à des travaux importants, qu'ils soient ou non financés par l'État ou une collectivité publique; ailleurs, cette expression garde le plus souvent son sens strict) ou du génie civil qui réalise tout ce qui n'est pas édifice: routes, ponts, canaux, infrastructures diverses, barrages, travaux d'électrification, etc.

Ces distinctions sont souvent arbitraires, les grandes entreprises réalisant souvent des immeubles d'habitation, des bâtiments industriels ou commerciaux et des travaux de génie civil. Les grandes firmes de construction, spécialisées dans le bâtiment, dans les travaux publics, ou  mixtes, présentent des caractères souvent très voisins. Se spécialisant dans des opérations de grande taille, elles peuvent être considérées comme constituant, en quelque sorte, une grande industrie de la construction. Elles contrastent sur de nombreux points avec la masse des entreprises plus petites, dont la structure est fort différente et qui sont limitées par leur potentiel de production à la réalisation de travaux de moindre taille. Enfin une part très importante des travaux de construction est constituée par la réparation, la restauration, la réhabilitation, l'aménagement, l'entretien qui relèvent souvent de l'artisanat. Toutes les entreprises de construction doivent s'adapter aux caractères spécifiques de toute œuvre de construction quelle qu'elle soit qui déterminent des conditions de travail très différentes de celles des autres industries.